# Le Puits mitoyen

Le Puits mitoyen est un film muet français réalisé par Maurice Tourneur, tourné en 1913 et sorti en 1914.

## Fiche technique
- Réalisation : Maurice Tourneur
- Scénario : Pierre Sales, d'après son roman
- Société de production : Société Française des Films Éclair
- Société de distribution : Universal Film Manufacturing Company (USA)
- Format : Muet - Noir et blanc  - 1,35:1 - 35 mm
- Métrage : 940 m
- Date de sortie :
  - France : 27 février 1914

## Distribution
- Henry Roussel
- Renée Sylvaire
- Manzoni
- Sohège